# نيكيتا هوبكنز
نيكيتا هوبكنز (بالإنجليزية: Nikita Hopkins)‏ مواليد 15 مايو 1990 في بلنسية، كاليفورنيا، الولايات المتحدة، هو ممثل أمريكي بدأ مسيرته الفنية سنة 1999.

## الأعمال
- دار الفار
- مشروع زيتا

## روابط خارجية
- نيكيتا هوبكنز على موقع IMDb (الإنجليزية)
- نيكيتا هوبكنز على موقع ميوزك برينز (الإنجليزية)
- نيكيتا هوبكنز على موقع قاعدة بيانات الفيلم (الإنجليزية)